# Szent Imre Gimnázium (Esztergom)
Az esztergomi Szent Imre Gimnázium egy mára bezárt reáliskola, amely 1857. október 15. és 1948. szeptember 10. között működött.

## Története

### Az alapítás

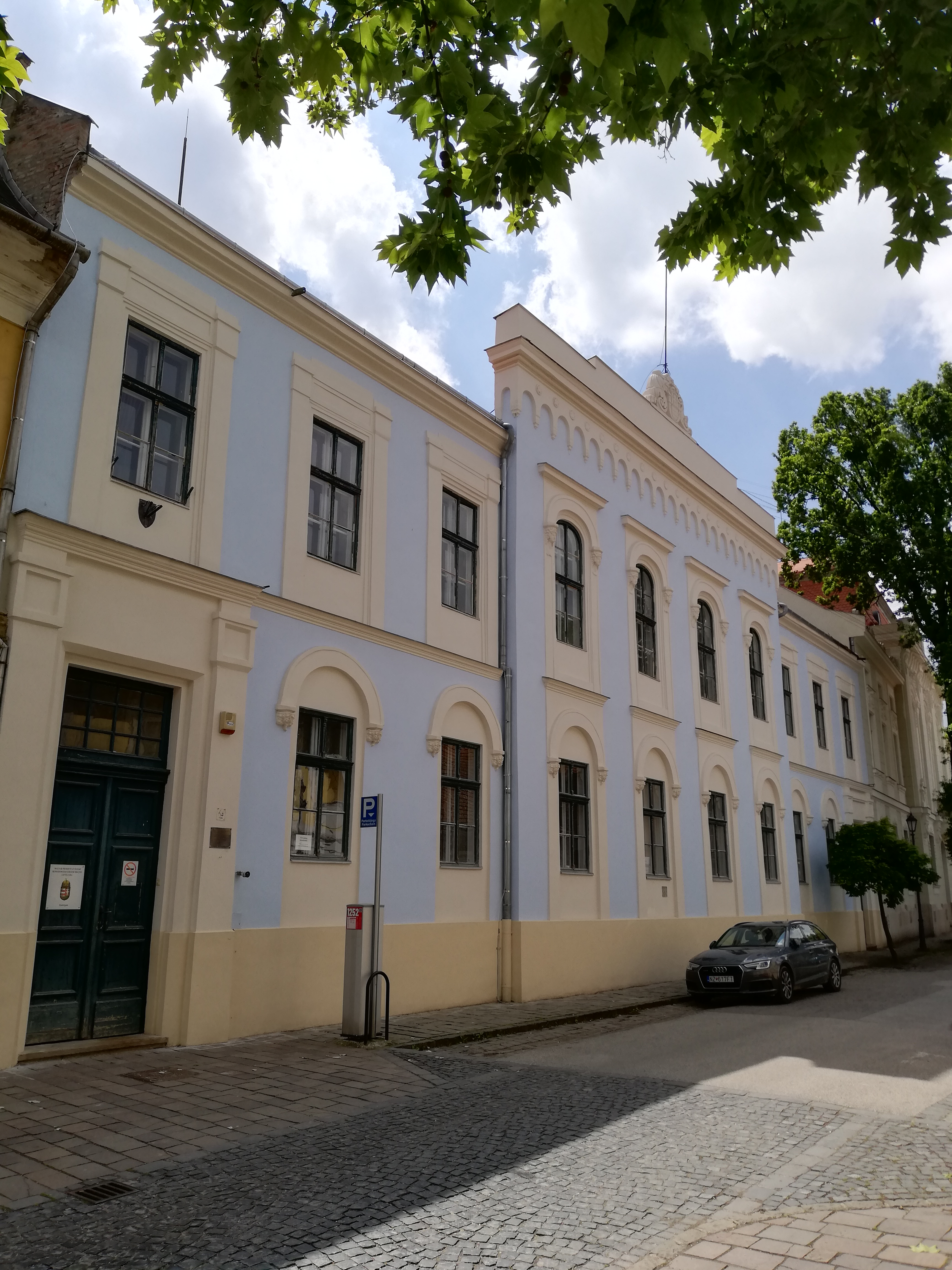
Az épület ma

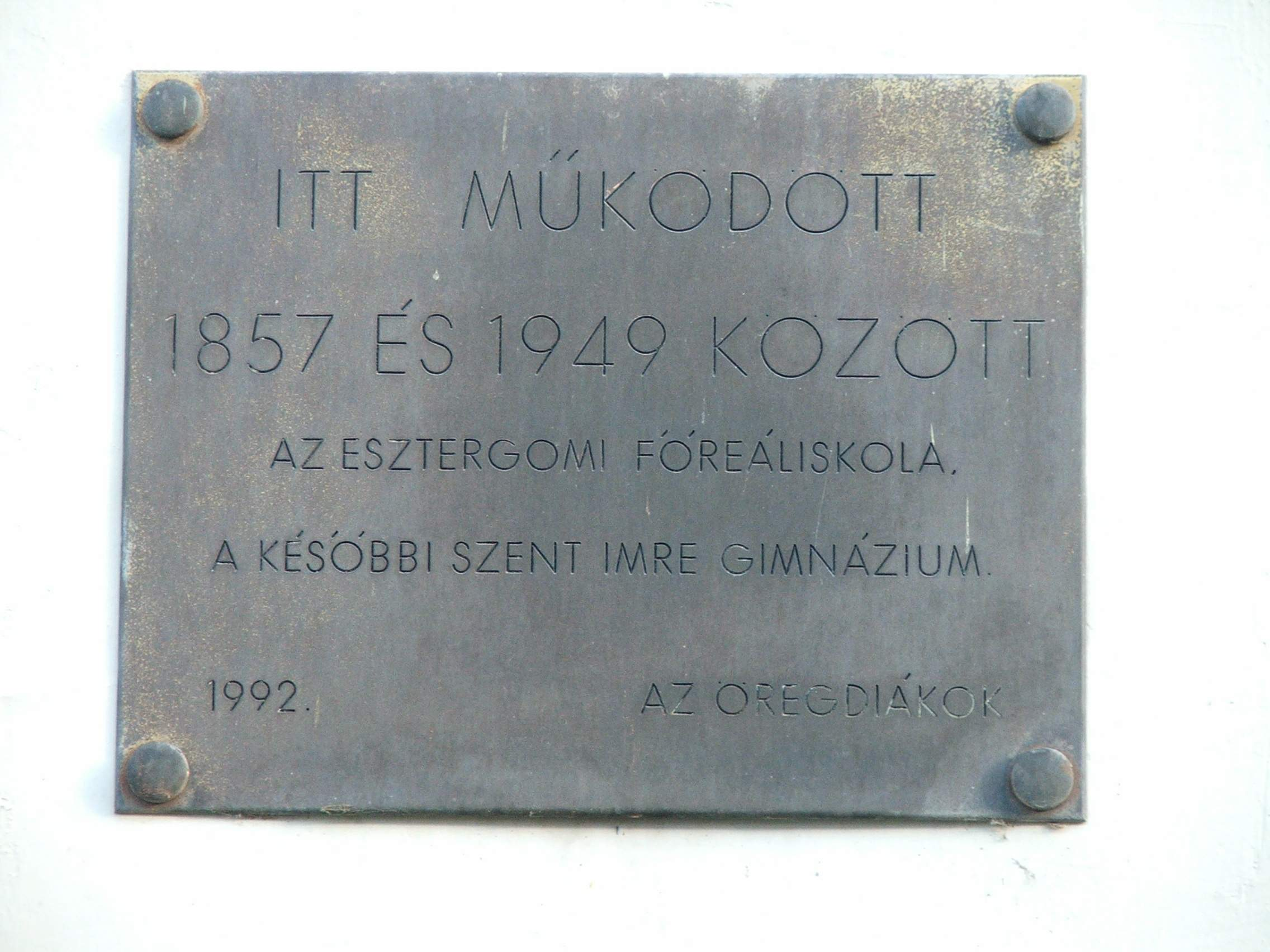
Emléktábla az épület falán

Esztergomban 1687 óta működött a jezsuita, majd később bencés gimnázium, amit 1852-ben főgimnáziummá minősítettek. 1854-ben a város megkapta Leo Thun bécsi kultuszminisztertől az engedélyt egy új alreáltanoda alapítására is. Az iskola alapítását nem csak Esztergom királyi város, hanem részben a környező – akkor még önálló – települések, Szentgyörgymező, Szenttamás és Víziváros is támogatták anyagilag. Az új épület alapkőletétele a mai Deák Ferenc utcában már 1853 júniusában megtörtént, és az építkezés következő év január 19-én be is fejeződött. Bár az épület hamar elkészült, az oktatás nem indult meg azonnal. A Bach-korszakban  a német volt a kötelező oktatási nyelv, de a város elutasította a német és cseh nyelvű tanítók jelentkezését, és csak akkor nyitotta meg az iskolát, mikor a kellő számú magyar anyanyelvű tanár jelentkezett. Ezt egy 1849-es tanügyi rendelkezés értelmében tehették meg. Az iskola végül is 1857. október 15-én nyitotta meg kapuit három osztállyal. A személyzet négy tanárból, egy iskolaszolgából állt, igazgatónak pedig Kollár István plébánost nevezték ki. Ekkor az intézménynek 32 tanulója volt. Az iskola könyvtárát 1854-ben alapították, aminek könyvállománya a 19. század végére 5000 kötet volt.

### Új osztályok, új épületek
Az iskola 1870-ben megkapta a városi alreáltanoda címet, és 1874-től már négy osztálya volt. 1907-ig működött ebben az épületben egy elemi iskolával együtt. 1907-től indultak be fokozatosan az ötödik-nyolcadik osztályok. Mivel a Deák Ferenc utcai épület szűkösnek bizonyult az egyre több diáknak, az iskola a ferencesek rendházába költözött egy bérelt épületrészbe, ahol nyolc tanteremben könnyebben elfért. A tanoda egyre nehezebb anyagi körülmények között is színvonalas oktatást biztosított. Ezt jelzi, hogy az 1870-es években, és az 1880-as években is két-két miniszter is látogatást tett az intézményben.

### Anyagi gondok
A gimnázium fennállása alatt szinte végig anyagi gondokkal küszködött. A problémák megoldásaként felmeült az államosítás gondolata, vagy a főreáltanodává fejlesztés, ami csak később sikerült. Végül is az iskola többször is állami támogatást kapott Apponyi Albert vallás- és közoktatásügyi minisztertől. Az első világháború kitörésével a tanítás a város elemi iskoláiban és a bencés gimnáziumban folyt tovább, mert a rendházat katonai célokra lefogalaták. A tanári kar több tagja is bevonult, az iskola diákjai közül többen elestek. Nevüket 1925 óta emléktábla őrzi.

### Érseki közbenjárás
A trianoni béke követkleztében a beiskolázási körzet annyira lecsökkent, hogy felmerült az iskola bezárása, de Csernoch János esztergomi érsek közbenjárásával ez nem történt meg, sőt 1922-ben aláírták az államsegély szerződést, és ettől kezdve az iskola neve Esztergomi államilag segélyezett községi Szent Imre-reáliskola lett. A ferences rendházban csak 1927-ig maradhatott a gimnázium, mikoris felmondták a bérleti viszonyt, és kénytelen volt visszaköltözni eredeti, korszerűtlen helyére, ahonnan addigra elköltözött az elemi iskola. Mikor a három addigi iskolatípust megszüntették 1934-ben, az iskola neve Esztergomi Államsegélyes Szent Imre Gimnáziumra változott. Közben a nehéz anyagi körülmények között működő intézetben kiemelkedően magas színvonalon folyt a tanítás.

### Újabb költözések
A harmincas években felmerült Pestszentlőrincre való költöztetése, amire nem került sor, mert Esztergom városa nem fogadta el a javaslatot. A második világháború kitörésével az iskola a mai Szent István térre költözött, de 1944. október 29. és 1945. április 18. között a tanítás szünetelni kényszerült. Ezután a bencés gimnáziummal együtt rövid ideig a tanítóképző épületében működtek, míg vissza nem kapták az eredeti iskolaépületet, ahol a bezárásig működhetett tovább.

### Az iskola bezárása
1948-ban államosították, majd szeptember 10-én, kilencvenegy év működés után végleg bezárta kapuit a gimnázium. Másnap a tanári kar és a diákok az esztergomi Temesvári Pelbárt Gimnáziumba költöztek át. Az iskola jogutódja a Szent István Gimnázium.

## Híres diákjai
- Barta Gyula, festőművész, a Szlovák Képzőművészeti Szövetség tagja
- dr. Csernohorszky Vilmos, sebész, Anaesthesiológiai Társaság első főtitkára
- dr. Ferenczy Miklós, orvos, helytörténész
- Györgyfalvy Dezső, gépészmérnök, repülőmérnök, valamennyi Boeing repülőgép kifejlszésében részt vett.
- dr. Kárpáti Miklós, orvostudományok kandidátusa, a Magyar Biofizikai Társaság alapítója, először foglalkozott a neuro-radiológia orvosi alkalmazásával
- dr. Szállási Árpád, Zsámboki-díjas, Markusovszky-díjas, Vilmon Gyula-nívódíjas orvos, orvostörténész